# Perdita irregularis
Perdita irregularis är en biart som beskrevs av Timberlake 1971. Perdita irregularis ingår i släktet Perdita och familjen grävbin. Inga underarter finns listade i Catalogue of Life.